# Zdeněk Zapletal
Zdeněk Zapletal (* 3. září 1951 Kyjov) je český spisovatel a scenárista.

## Život
Narodil se v Kyjově, do pěti let vyrůstal v Bzenci, potom ve Zlíně. Jeho otec v roce 1968 emigroval do Kanady. Po maturitě na SVVŠ v Otrokovicích studoval na Farmaceutické fakultě Univerzity Komenského v Bratislavě, kterou absolvoval v roce 1975. Během studií hrál v bratislavské folkové skupině Tunel a psal texty i hudbu k vlastním písničkám. Po studiích pracoval v letech 1975 - 1982 jako lékárník v Holešově. Poprvé publikoval básně v Mladém světě a kratší prózy v regionálním tisku. Po úspěchu románu Půlnoční běžci, který se v té době stal bestsellerem (prodalo se přes 100 000 výtisků), odešel na volnou nohu a živil se jako spisovatel. V devadesátých letech vystřídal několik zaměstnání, byl prodavačem v butiku, stavebním dělníkem, řidičem, moderátorem zlínského Rádia Publikum (pořad o knihách a kultuře). Dva roky byl vedoucím knihkupectví Votobia v Kroměříži a Přerově. Později byl redaktorem a šéfredaktorem dalšího zlínského rádia – AZ Rádia. V roce 2004 byl „duchovním otcem“ tvůrčích dílen časopisu Reflex pořádaných v Hotelu Ogar v Pozlovicích. Má tři děti. Žije na Vysočině u Žďáru nad Sázavou.
Na rok 2005 připravoval vydání románu Popík u brněnského nakladatelství Petrov. Kniha však vyšla až v roce 2013 v nakladatelství NOVELA BOHEMICA.

## Dílo

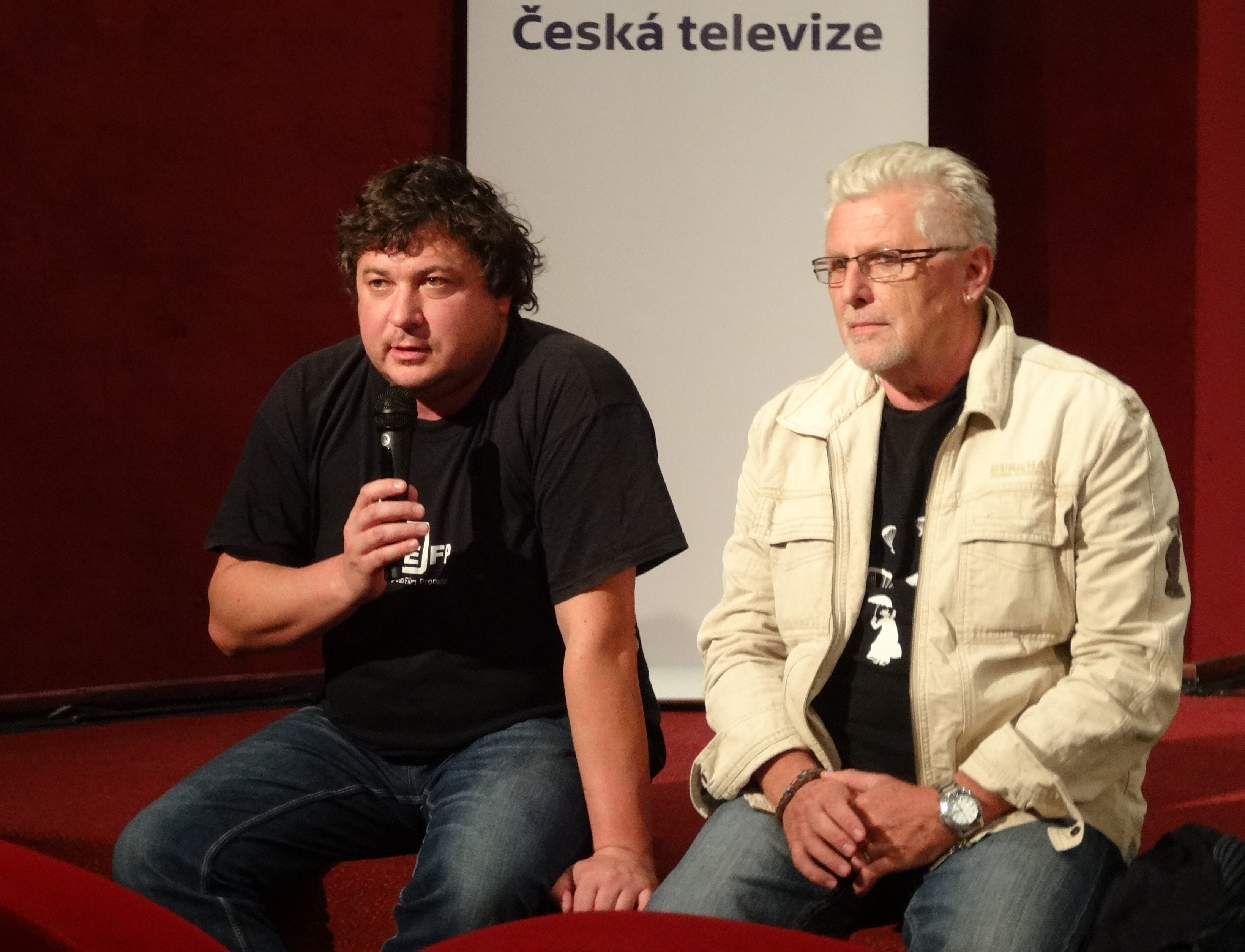
Zdeněk Zapletal (vpravo) na novinářské konferenci k TV seriálu Život a doba soudce A.K.

### Filmografie
- Kobova garáž, dvoudílný televizní film (ČT 2003), námět a scénář
- Comeback, televizní film (ČT 2006), námět a scénář
- Odsúdené/ Odsouzené, 30dílný TV seriál (TV JOJ (SR)/TV Barrandov 2009), autor projektu, storyline - náměty, bodové scénáře epizody 1-19; scénáře: 1.epizoda - Eva, 11.epizoda - Kliešť, 20.epizoda - Bezmocnosť, 25.epizoda - Odvolanie, 26.epizoda - Anjel, 29.epizoda - Zlý deň
- Sráči, televizní film (ČT 2011), námět a scénář
- Ženy, které nenávidí muže, televizní film (ČT 2013), námět a scénář
- Policajti z centra, TV seriál (ČT 2013), autor projektu, scénáře k dílům 2-7

- Život a doba soudce A. K., TV seriál (ČT 2013–2014), námět a scénář, Cena studentské poroty za nejlepší TV projekt v kategorii "cyklická tvorba", Finále Plzeň 2015
- Život a doba soudce A. K. II, TV seriál (ČT 2016–2017), námět a scénář
- Zločiny velké Prahy, TV seriál (ČT 2021), scénáře 7. a 8. epizoda
- Stíny v mlze, TV seriál (ČT 2022), náměty a scénáře, nominace Český lev - seriál
- Stíny v mlze II, TV seriál (ČT 2024), náměty a scénáře

### Divadelní hra
- [4]Devět měsíců, premiéra 2015

### Publikace
- BALAŠTÍK, Miroslav - ZAPLETAL, Zdeněk. Osmdesátá léta byla permanentní mejdan (rozhovor se Zdeňkem Zapletalem). Host, Brno, Spolek přátel vydávání časopisu HOST. ISSN 1211-9938, 2005, vol. 21, no. 5, s. 5-9.